# Matelita Buadromo
Matelita Buadromo (* 15. Januar 1996 in Suva) ist eine fidschianische Schwimmerin, die ihr Heimatland bei den Olympischen Sommerspielen 2012 in London vertrat.

## Leben und Karriere
Buadromo wurde im Jahre 1996 in der fidschianischen Hauptstadt Suva auf der Hauptinsel Viti Levu geboren, wuchs aber vorwiegend auf den Moala-Inseln auf. Ihre ersten Schwimmwettbewerbe absolvierte sie als Schülerin der zweiten Klasse der Veiuto Primary School in Suva, wo sie an einer Schulveranstaltung teilnahm. Dies war auch die Zeit, als ihr Erfolgslauf startete und sie im Laufe der Jahre immer mehr Medaillen gewann und bestehende Schwimmrekorde brach. Drei Jahre später nahm Buadromo schließlich auch an ihren ersten internationalen Schwimmwettbewerben teil und repräsentierte Fidschi bei den Christchurch Wharenui Championships des Jahres 2006 in Neuseeland. In diesem Jahr erhielt die junge Schwimmerin auch ihre erste nennenswerte Auszeichnung. Bei jährlichen Fidschi-Schwimm-Award-Nacht wurde sie als Individual Medley Swimmer of the Year, zu deutsch Lagenschwimmerin des Jahres, ausgezeichnet und qualifizierte sich im Folgejahr im Alter von gerade einmal elf Jahren für die Arafura Games in Australien.
Buadromo wurde in diesem Jahr erneut bei Fidschi-Schwimm-Award-Nacht ausgezeichnet; diesmal als Distance Swimmer of the Year. Im Jahr 2009 gewann Buadromo ihre ersten internationalen Medaillen bei den Patana Tiger Sharks Age Group Championships in Bangkok, Thailand. Dort erhielt sie insgesamt fünf Medaillen; einmal Gold sowie jeweils zweimal Silber und Bronze. Des Weiteren qualifizierte sie sich die Schülerin auch für ihre ersten Ozeanienmeisterschaften. Bei der Fidschi-Schwimm-Award-Nacht 2010 wurde Buadromo mehrfach ausgezeichnet. Dabei wurde sie als Freestyle Swimmer of the Year, Breaststroke Swimmer of the Year, Individual Medley Swimmer of the Year und Female Athlete of the Year ausgezeichnet.
Im Januar 2011 nahm Buadromo an den New South Wales Age Group National Championships in Australien teil und war auch Teil des dreiköpfigen fidschianischen Aufgebots bei den Schwimmweltmeisterschaften 2011 in Shanghai. Dort absolvierte sie 100 Meter Brust, wo sie mit einer Zeit von 1:40,70 min noch in den Vorläufen ausschied und im Endklassement den 38. Rang belegte. In der Disziplin 200 Meter Brust schaffte sie es ebenfalls nicht über die Vorläufe hinaus und rangierte mit einer Zeit von 2:44,01 min auf dem 32. Platz im Endklassement. Dennoch stellte sie mit ihren Zeiten in beiden Disziplinen neue fidschianische Rekorde auf und stellte die Rekorde ein, die bereits seit 2003 bestanden. Die Pazifikspiele 2011 in Neukaledonien schloss Matelita Buadromo mit zwei gewonnenen Silber- und vier gewonnenen Bronzemedaillen ab.
Matelia Buadromo zählt zu den besten fidschianischen Schwimmern ihrer Generation, was sie 2011 bei der Fidschi-Schwimm-Award-Nacht erneut unter Beweis stellte, als sie als Backstroke Swimmer of the Year, Breaststroke Swimmer of the Year, Freestyle Swimmer of the Year und Best Female Athlete ausgezeichnet wurde. Bei den Ozeanienmeisterschaften 2012 in Neukaledonien nahm Buadromo erneut für ihr Heimatland teil und gewann dort die Bronzemedaille über 200 Meter Freistil. Zudem qualifizierte sich die junge fidschianische Schwimmerin für die Schwimmbewerbe der Olympischen Sommerspiele 2012. Dort nahm sie schließlich am 29. Juli an den Vorläufen zu 100 Meter Brust teil und kam dort mit einer Zeit von 1:16,33 min auf den dritten Platz innerhalb ihrer Gruppe und verpasste so ein Weiterkommen in ihrer Disziplin. Zum Zeitpunkt ihrer Teilnahme an den Olympischen Spielen besuchte Buadromo die Yat Sen Secondary School in Fidschis Hauptstadt Suva und gehörte zum ebenfalls in Suva angesiedelten Tritans Swimming Club. Als ihr Trainer wird Eugene Panuve angegeben.
| Personendaten    | Personendaten             |
| ---------------- | ------------------------- |
| NAME             | Buadromo, Matelita        |
| KURZBESCHREIBUNG | fidschianische Schwimmern |
| GEBURTSDATUM     | 15. Januar 1996           |
| GEBURTSORT       | Suva, Fidschi             |